# Google Inbox
Inbox by Gmail était un service de messagerie électronique développée par Google. Ouvert sur invitation uniquement le 22 octobre 2014, le service sort officiellement le 28 mai 2015.
L'application était axée sur l'amélioration de la productivité et l'organisation du courrier électronique en permettant à l'utilisateur de mettre des messages en attente pour un temps ultérieur, de regrouper des courriels similaires et de recevoir des cartes Google Now pour des choses comme les heures de vol.
En septembre 2018, Google annonce l'arrêt du service en mars 2019. Google a affirmé qu'Inbox était « un endroit idéal pour expérimenter de nouvelles idées », et que ces idées ont été implantées dans Gmail. La société affirme qu'elle veut aller de l'avant, et qu'elle a envie de se concentrer sur un seul système de messagerie.

## Histoire
Inbox a été lancé en version bêta le 22 octobre 2014.
Au début, une invitation était nécessaire pour y accéder, mais depuis le 28 mai 2015, l'application est ouverte à tous les propriétaires d'un compte Gmail.
Le 24 juin 2015, Google a ajouté un bouton Annuler l'envoi à Inbox, permettant aux utilisateurs de rappeler un courriel envoyé dans les 10 dernières secondes.
En septembre 2018, Google a annoncé l'arrêt d'Inbox prévu pour Mars 2019. Les utilisateurs d'Inbox devront donc utiliser Gmail à la place.

## Opération
Lorsque l'utilisateur se connecte, Google analyse sa boîte de réception pour trouver les informations importantes ou similaires. Il présente ensuite ce qu'il considère comme les parties les plus importantes du courrier électronique et groupe les courriels similaires dans des bundles auxquels il attribue des noms (par exemple, voyages ou mises à jour). Il convertit également les adresses physiques en liens Google Maps et les numéros de confirmation de ligne aérienne en mises à jour de statut de vol.
Les utilisateurs peuvent créer des bundles personnalisés de la même manière qu'ils créent des filtres Gmail et peuvent spécifier à quelle heure du jour ces bundles doivent lui être présentés. Ils peuvent également organiser les courriels avec des actions rapides, comme glisser vers la droite pour archiver un message ou glisser vers la gauche pour reporter le traitement du courriel à plus tard. Cette fonction snooze fonctionne de la même manière que l'application Mailbox.
L'utilisateur peut tenir le doigt sur l'écran pour accéder aux actions en vrac, comme l'archivage, le snoozing ou la suppression des courriels par lots. Le courrier est affiché chronologiquement, les messages les plus récents étant en haut. Les courriels peuvent être épinglés en haut de l'écran en tant que liste de tâches à faire. Dans le coin inférieur droit de l'écran, un bouton rouge Composer montre les contacts récents.

## Accueil
Les commentateurs ont loué la conception de l'application et son aspect visuel, et ont noté qu'ils l'utiliseraient à la place de l'application Gmail existante,.
David Pierce de The Verge a écrit que l'application était facile à utiliser, rapide, « minimaliste et belle », Il a noté que l'abondant espace vide sur l'écran causerait des problèmes aux utilisateurs expérimentés de courrier électronique et a suggéré une version compacte. Au lancement de l'application, Pierce a préféré Inbox sur iOS à l'application Gmail dédiée et a déclaré que l'application « ressemble beaucoup à l'avenir du courrier électronique ».
Sarah Mitroff de CNET a également fait l'éloge d'Inbox et l'a qualifié de « nouvelle killer application du courrier électronique ». Elle a prévu d'utiliser l'application de préférence à Gmail à l'avenir. Elle a ajouté qu'Inbox implante les règles de material design introduites par Google avec Android Lollipop.